# Shirley Baker
Pour les articles homonymes, voir Baker.
Shirley Waldemar Baker (né à Londres en 1836 et mort à Haʻapai le 16 novembre 1903) est un missionnaire méthodiste australien devenu homme d'État des Tonga. Il joue un rôle prépondérant dans la formation de l'État tongien moderne.

## Missionnaire
En 1852, Baker arrive à Melbourne en tant que passager clandestin. Il travaille dans une ferme, puis en tant qu'assistant d'un apothicaire, puis devient enseignant dans une école méthodiste en 1855. En 1859, il épouse Elizabeth Powell. L'année suivante il est nommé missionnaire et se rend aux Tonga. Le pays est alors sous l'autorité de Siaosi Tupou Ier, né Taufaʻahau, grand chef autochtone qui a unifié l'archipel et pris le titre occidental de « roi ».
Il acquiert rapidement la confiance du roi, devenant son conseiller en 1862. Il participe notamment à la rédaction d'un code de lois que le monarque promulgue cette même année, réduisant les pouvoirs des chefs à l'encontre de leurs sujets. En 1866, toutefois, il retourne en Australie, en raison de la santé de son épouse, et des relations inamicales qui l'opposent à d'autres missionnaires du royaume tongien. Il prêche un temps en Nouvelle-Galles du Sud, avant de revenir aux Tonga en 1869, où il reprend ses activités de missionnaire et de conseiller du roi.

## Politique tongienne
Le révérend Baker est l'auteur de la constitution des Tonga, à la demande de Siaosi Tupou Ier, qui avalise le texte et le promulgue, avec l'accord de son parlement des chefs, en 1875. Pour rédiger cette Constitution, Baker reçoit les conseils de Sir Henry Parkes, Premier ministre de Nouvelle-Galles du Sud, et s'inspire également de la Constitution du royaume d'Hawaï, datant de 1852. Cette Constitution tongienne, amendée à plusieurs reprises, demeure en vigueur à ce jour, étant ainsi la plus ancienne encore en vigueur dans un État souverain en Océanie. Par ailleurs, Baker participe activement aux négociations qui aboutissent à la signature d'un traité d'amitié germano-tongien en 1876, le premier traité signé par les Tonga avec une puissance occidentale, par lequel l'Empire allemand reconnaissait le royaume des Tonga en tant qu'État souverain. Il a été renouvelé en 1977. La signature eut lieu à bord de la SMS Hertha, les signataires du côté allemand étant le capitaine von Knorr et le consul Theodor Weber.
Peu de temps après, les autorités coloniales britanniques aux Fidji épinglent sa méthode de collecte de fonds, et il est rappelé en Australie par le comité missionnaire en 1879. Il n'y reste pas longtemps. Démissionnant de la mission, il retourne aux Tonga en 1880, où Siaosi Tupou Ier le nomme ministre des Affaires étrangères en juin, puis également Premier ministre et ministre des Terres en juillet (le poste de Premier ministre était devenu vacant au décès du premier tenant du titre, le prince Tevita ʻUnga, fils du roi et héritier de la couronne). À la tête du gouvernement, Baker réorganise les finances du royaume, amende des lois relatives à la propriété des terres et met en place un système d'éducation nationale rivalisant avec les écoles de la mission méthodiste. En 1885, il établit avec le roi l'Église libre des Tonga, méthodiste mais indépendante, qui devient la religion d'État du royaume. Baker doit faire face à l'hostilité des missionnaires australiens, ainsi que de Tongiens contraints par le gouvernement de souscrire à la religion officielle. En 1887, il survit à une tentative d'assassinat, pour laquelle six Tongiens sont jugés coupables et exécutés (Baker demanda en vain au roi de les gracier). En 1890, John Thurston, haut commissaire britannique au Pacifique occidental, le fait déporter pour atteinte « à la paix et au bon ordre » de la région. Il est démis de ses fonctions de Premier ministre le 5 juillet ; Siaosi Tukuʻaho lui succède immédiatement. Il quitte le pays le 17 juillet.
Baker vécut un temps à Auckland, avant de revenir aux Tonga, appauvri par la crise économique néo-zélandaise, en 1897. Siaosi Tupou Ier, toutefois, était décédé quatre ans auparavant, et l'ancien Premier ministre n'allait avoir aucune influence politique sous le règne de son successeur et petit-fils, Siaosi Tupou II. Baker passe ses vieux jours à Haʻapai, où il subsiste en vendant des « remèdes » médicaux de sa propre composition. Il y meurt le 16 novembre 1903, et est enterré à Lifuka,,,.